# Thomas DaCosta Kaufmann
Thomas DaCosta Kaufmann (ur. 7 maja 1948) – amerykański historyk sztuki, członek zagraniczny Polskiej Akademii Nauk od 2000 roku (Wydział Nauk Humanistycznych i Społecznych), profesor w Departamencie Sztuki i Archeologii Uniwersytetu w Princeton.